# Cilunculus cactoides
Cilunculus cactoides là một loài nhện biển trong họ Ammotheidae. Loài này thuộc chi Cilunculus. Cilunculus cactoides được miêu tả khoa học năm 1969 bởi Fry & Hedgpeth.